# Cewe
Cewe, grundat 1919 i Nyköping av Charles Westerberg som Charles Westerberg & Co AB, är ett svenskt verkstadsföretag. 
Företaget tillverkade elektriska apparater för industri och lantbruk, som stickkontakter, strömställare och elcentraler. Charles Westerbergs son Folke Westerberg övertog posten som verkställande direktör 1955. Företaget såldes till ASEA omkring 1970 och drevs som Cewe-SELFA AB med Hans Westerberg som verkställande direktör.
Cewes tidigare verksamhet bedrivs idag som affärsenheten Cewe Control inom Automation Products i  ABB:s division ABB Automation, och tillverkar produkter som styr och fördelar elektrisk energi, med anställda i Västerås, Nyköping och Stockholm.
Det 1956 grundade företaget Cewe Instrument AB med tillverkning av mätapparater för el, har fortfarande säte i Nyköping, men har sedan 2010 sin tillverkning i Storbritannien och Indien. Det är numera dotterföretag till det brittiska Entity Holdings Ltd.